# Jakum
Jakum (hebr. יקום) – kibuc położony w samorządzie regionu Chof ha-Szaron, w Dystrykcie Centralnym, w Izraelu.
Leży na równinie Szaron w pobliżu wybrzeża Morza Śródziemnego, w odległości 5 km na południe od miasta Netanji, w otoczeniu kibuców Ga’asz i Tel Jicchak, wioski Haruzim, oraz moszawów Bet Jehoszua i Udim.

## Historia
W 1934 grupa żydowskich imigrantów z Niemiec zebrała się w kibucu Ein Harod z postanowieniem założenia nowego kibucu. Po przejściu osadniczego szkolenia rolniczego przyjechali oni w 1938 do nadmorskiego miasta Hadera i założyli kibuc Eretz-Israel Dalet (był to czwarty kibuc założony w Izraelu). Jednakże osadnicy nie otrzymali żadnego kawałka ziemi i musieli czekać aż do 1947, kiedy to otrzymali ziemię w rejonie Wadi Falik. Ten czas oczekiwania wykorzystano wysyłając grupy robocze, które pomagały w zakładaniu innych osad (między innymi Jawne’el w Dolnej Galilei). Zdobyte doświadczenie okazało się pomocne przy zakładaniu własnego kibucu.
W 1947 w nowo założonym kibucu zamieszkali imigranci z Niemiec, Polski i Węgier. Nazwa pochodziła od biblijnego zwrotu:

Lud Izraela powstanie i zostanie uratowany

Podczas wojny domowej w Mandacie Palestyny w 1947 utworzono w kibucu niewielką wytwórnię pistoletów maszynowych Sten.
W 1949 osiedlili się tutaj nowi imigranci z Bułgarii, w 1950 z Maroka i Algierii, w 1953 z Argentyny, oraz w latach 1973–76 z Argentyny, Urugwaju i Chile.

## Kultura
W kibucu znajduje się centrum kultury Yad Recha Frier nazwane na cześć Rechy Frier, żydowskiej bohaterki z czasów II wojny światowej. W centrum prowadzone są kursy edukacyjne z historii Europy Środkowej. Działa tutaj także młodzieżowa orkiestra, wykorzystywana podczas różnych uroczystości w kibucach.

## Gospodarka
Gospodarka kibucu opiera się na rolnictwie i turystyce. W 2003 kibuce Jakum, Szefajim i Ga’asz  utworzyły wspólne gospodarstwo mleczne The Hof Hasharon Dairy Farm, które posiada pastwiska o powierzchni 35 akrów i jest uznawane za najbardziej zaawansowane technologicznie gospodarstwo mleczne w Izraelu. W jego utworzenie zainwestowano duże środki finansowe, budując nowoczesne obory, skomputeryzowane centrum dojenia i nowoczesne systemy obróbki mleka. Obecnie gospodarstwo posiada 820 krów mlecznych i 600 cielaków. Średnia produkcja roczna mleka od jednej krowy wynosi 12 tys. litrów. Gospodarstwo produkuje rocznie 9,5 mln litrów mleka.
Cooperative Agricultural Association Ltd. zaangażował się głównie w uprawę różnych pasz, wliczając w to owies, wykę i groch. Produkowane tutaj kiszonki są sprzedawane między innymi do tutejszego gospodarstwa mlecznego. Stowarzyszenie posiada około 988 akrów kibuców Szefajim i Jakum. Na innych tutejszych plantacjach hoduje się awokado, mango i cytrusy.
W 1964 powstał nowoczesny zakład Plastiv, produkujący plastikowe butelki oraz pojemniki do celów spożywczych i przemysłowych. Jest to największy tego typu zakład na Bliskim Wschodzie. W południowo-wschodniej części kibucu znajduje się strefa przemysłowa EuroPark, w której swoją działalność prowadzą firmy hi-tech. Swoją siedzibę ma tutaj koncern Alon Israel Oil Company Ltd., zajmujący się dystrybucją produktów naftowych. Przedsiębiorstwo posiada ponad 400 stacji benzynowych w Izraelu oraz 1 700 stacji Total-Fina w Stanach Zjednoczonych. Oprócz tego obsługuje rafinerie ropy naftowej, terminale i rurociągi.

## Turystyka
We wschodniej części kibucu znajduje się rezerwat przyrody, który obejmuje swoim zasięgiem miejsca wykopalisk archeologicznych. Park Jakum jest wtkorzystywany do wypoczynki i organizacji różnych uroczystości, np. wesel. Tutejsze centrum konferencyjne dysponuje hotelem, przy którym znajduje się basen kąpielowy oraz korty tenisowe i boiska sportowe.
Od 1993 istnieje w kibucu klub jeździecki, który oferuje przejażdżki, gonitwy oraz naukę jazdy na koniach. Klub znajduje się na pięknym wzgórzu, przylegającym od wschodu do kibucu.

## Komunikacja
Przy kibucu przebiega autostrada nr 2  (Tel Awiw–Hajfa).